# Gunnar Klackenberg
Gunnar Sigfrid Klackenberg, född 15 maj 1914 i Jönköping, död 8 oktober 1998 i Stocksund, var en svensk barn- och ungdomspsykiater.
Klackenberg, som var son till överlärare Karl E. Johansson och ämneslärare Anna Rosell, avlade studentexamen i Jönköping 1932, blev medicine kandidat vid Karolinska Institutet i Stockholm 1935, medicine licentiat där 1940, medicine doktor 1971, docent i barnpsykiatri. Han innehade olika läkarförordnanden 1940–1953, var överläkare vid omsorgsnämnden vid Stockholms läns landsting 1953–1972 och chef för barn- och ungdomspsykiatriska kliniken på Karolinska sjukhuset 1973–1979. Han var censor vid Statens biografbyrå 1946–1953, tillförordnad chef för filmcensuren 1949–1951, ledamot av 1949 års filmutredning och sekreterare i Barnpsykiatriska föreningen 1946–1950, ordförande 1959–1962. Han författade skrifter i pediatrik, barnpsykiatri och longitudinell utvecklingspsykologi. Klackenberg är begraven på Djursholms begravningsplats.